# Winston-Salem Open 2021
Winston-Salem Open 2021 — тенісний турнір, що проходив на кортах з твердим покриттям у місті Вінстон-Сейлем, США з 23 до 29 серпня. Належав до категорії ATP 250.

## Фінальна частина

### Одиночний розряд
Ілля Івашко —  Мікаель Імер 6–0, 6–2

### Парний розряд
Марсело Аревало /  Матве Мідделкоп —  Іван Додіг /  Остін Крайчек 6–7(5–7), 7–5, [10–6]